# Ширингушский район
Ширингушский район — упразднённая административно-территориальная единица в составе Мордовской АССР, существовавшая в 1937—1959 годах. Административный центр — рабочий посёлок Ширингуши.

## Население
По данным переписи 1939 года в Ширингушском районе проживало 26 173 чел., в том числе мордва — 65,2 %, русские — 28,4 %, татары — 5,8 %.

## История
Ширингушский район был образован 10 мая 1937 года в составе Мордовской АССР.
По данным 1945 года район включал 17 сельсоветов (Ачадовский, Березенский, Богдановский, Булдыгинский, Вадово-Сосновский, Горенский, Дубасовский, Жуковский, Кочетовский, Мордовско-Пимбурский, Мордовско-Полянский, Ново-Бадиковский, Пичпандинский, Покасский, Русско-Лунданский, Старо-Бадиковский и Тарханско-Потьминский) и 2 рабочих посёлка — Выша и Ширингуши.
14 марта 1959 года Ширингушский район был упразднён, а его территория передана в Зубово-Полянский район.

## Экономика
В районе имелись суконная фабрика, торфоразработки, предприятия по производству обозов и стройматериалов, типография, лесозаготовительное и лесохимическое производства. Действовали 20 начальных, 3 неполных средних и 2 средних школы, 3 детских сада, больница, амбулатория, 2 фельдшерско-акушерских пункта, роддом. В 1937—1946 годах издавалась газета «Колхознай эряф» на мокшанском языке, в 1946—1959 — «Колхозная жизнь» на русском языке.